# Hattoriolejeunea
Hattoriolejeunea là một chi rêu trong họ Lejeuneaceae.